# Derrama Tua Glória (álbum de Marcelo Nascimento)
Derrama tua glória é o 2º álbum de estúdio do cantor brasileiro Marcelo Nascimento, lançado pela Nancel Music em 1997.

## Faixas
1. Derrama tua glória (Marcelo Nascimento)
2. Existe uma solução (Marcelo Nascimento)
3. Quem me viu! Quem me vê agora (Marquinhos Nascimento)
4. A vitória (Marcelo Nascimento)
5. Deus chora também (Marquinhos Nascimento)
6. É só confiar em Jesus (Marquinhos e Marcelo Nascimento)
7. Solidão pra nunca mais (Marcelo Nascimento)
8. Vou morar no céu (Marcelo Nascimento)
9. Segura na mão de Deus (Nelson Monteiro da Mota)
10. Sinta o amor de Deus (Ronaldo Malta, Marquinhos e Marcelo Nascimento)
11. Mãe eu te amo (Marcelo Nascimento e Ronaldo Malta)